# Zuidplaspolder
El Zuidplaspolder es un pólder en los Países Bajos, conteniendo el punto más bajo de Europa occidental. Cerca de la localidad de Nieuwerkerk aan den IJssel, al noreste de Rotterdam, alcanza una profundidad de 6,75 metros bajo el nivel del mar en la costa neerlandesa (oficialmente bajo el Normaal Amsterdams Peil, que está cerca del señalado nivel del mar).